# Cast Away
«Cast Away» — другий студійний альбом австрійського симфо-павер-метал-гурту Visions of Atlantis. Реліз відбувся 29 листопада 2004 року.

## Список композицій
| #   | Назва                    | Тривалість |
| --- | ------------------------ | ---------- |
| 1.  | «Send Me a Light»        | 4:38       |
| 2.  | «Cast Away»              | 4:38       |
| 3.  | «Lost»                   | 3:58       |
| 4.  | «Realm of Fantasy»       | 3:58       |
| 5.  | «Pharaoh's Repentance»   | 4:27       |
| 6.  | «Winternight»            | 5:37       |
| 7.  | «State of Suspense»      | 4:42       |
| 8.  | «Lemuria»                | 3:41       |
| 9.  | «Last Shut of Your Eyes» | 4:56       |
| 10. | «Lost (Video)» (бонус)   | 3:55       |

## Учасники запису
- Ніколь Богнер — жіночий вокал
- Маріо Планк — чоловічий вокал
- Томас Кейсер — ударні
- Міро Холлі — клавішні
- Майк Корен — бас-гітара
- Вернер Фідлер — гітари